# Ettenstatt
Ettenstatt är en kommun och ort i Landkreis Weißenburg-Gunzenhausen i Regierungsbezirk Mittelfranken i förbundslandet Bayern i Tyskland.
Kommunen ingår i kommunalförbundet Ellingen tillsammans med staden Ellingen och kommunen Höttingen.